# Helmut Steindorf

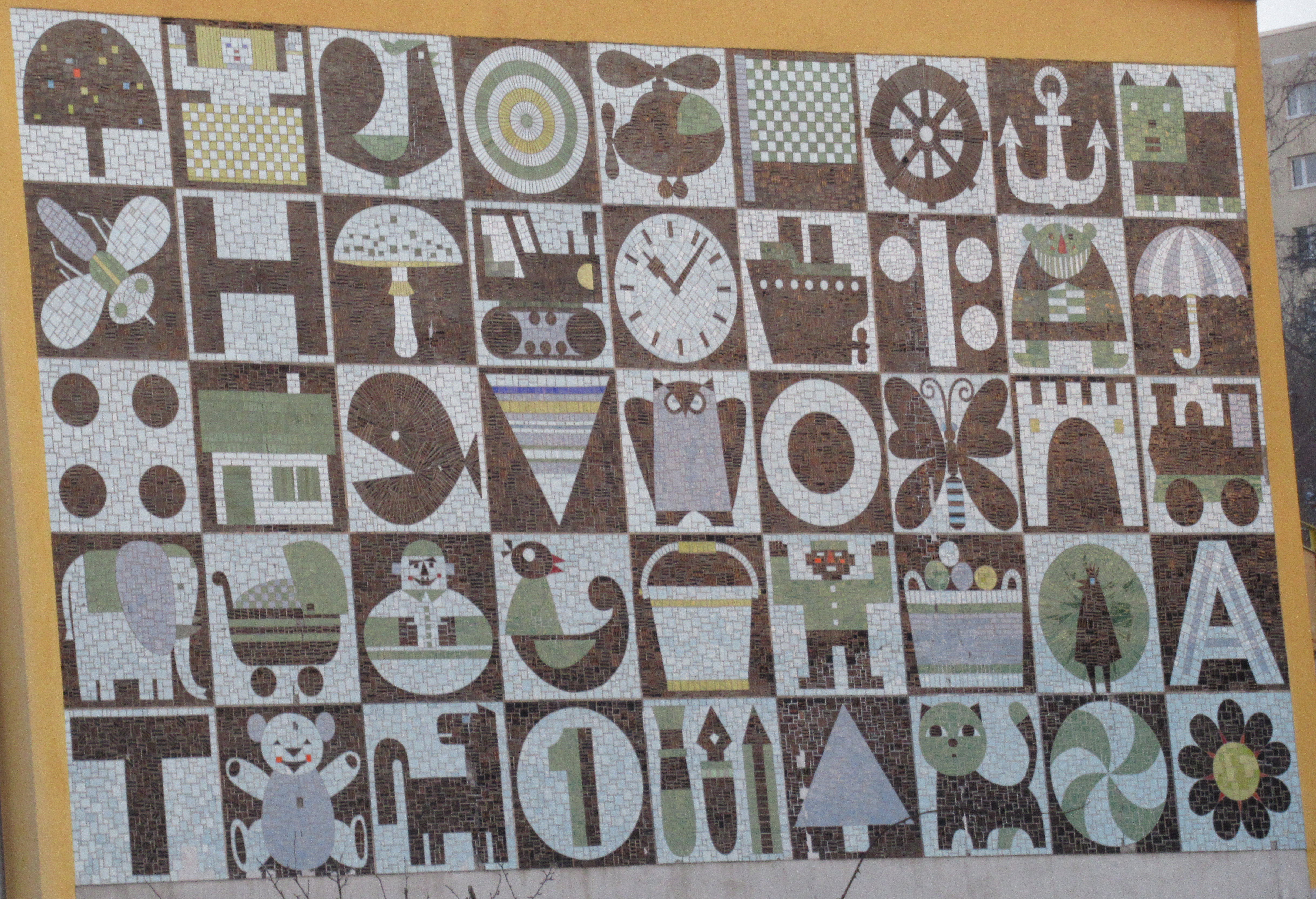
Wandgestaltung Paulinzeller Weg 12 (Erfurt)

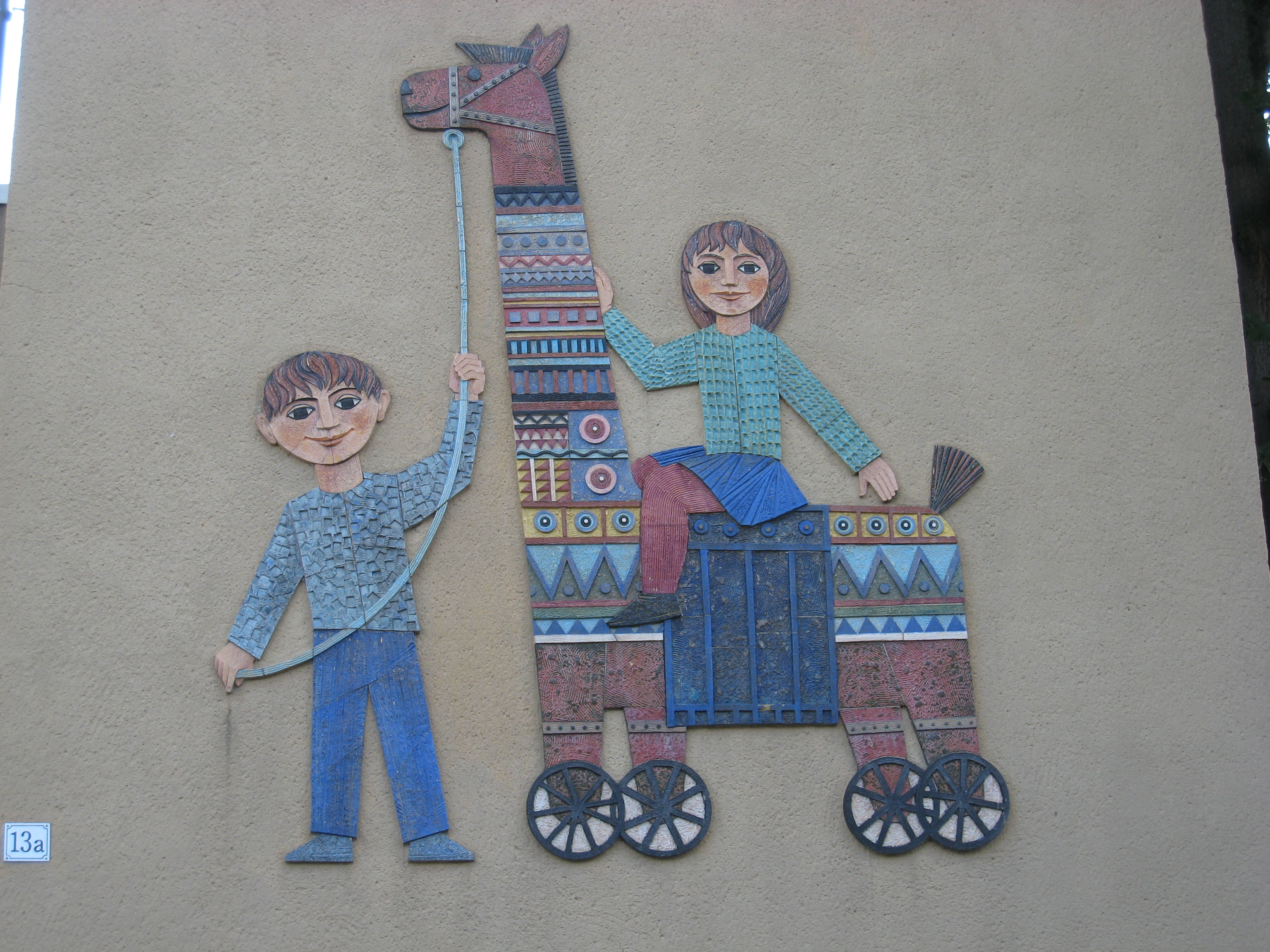
Wandgestaltung Kita Kirschbachtal (Weimar)

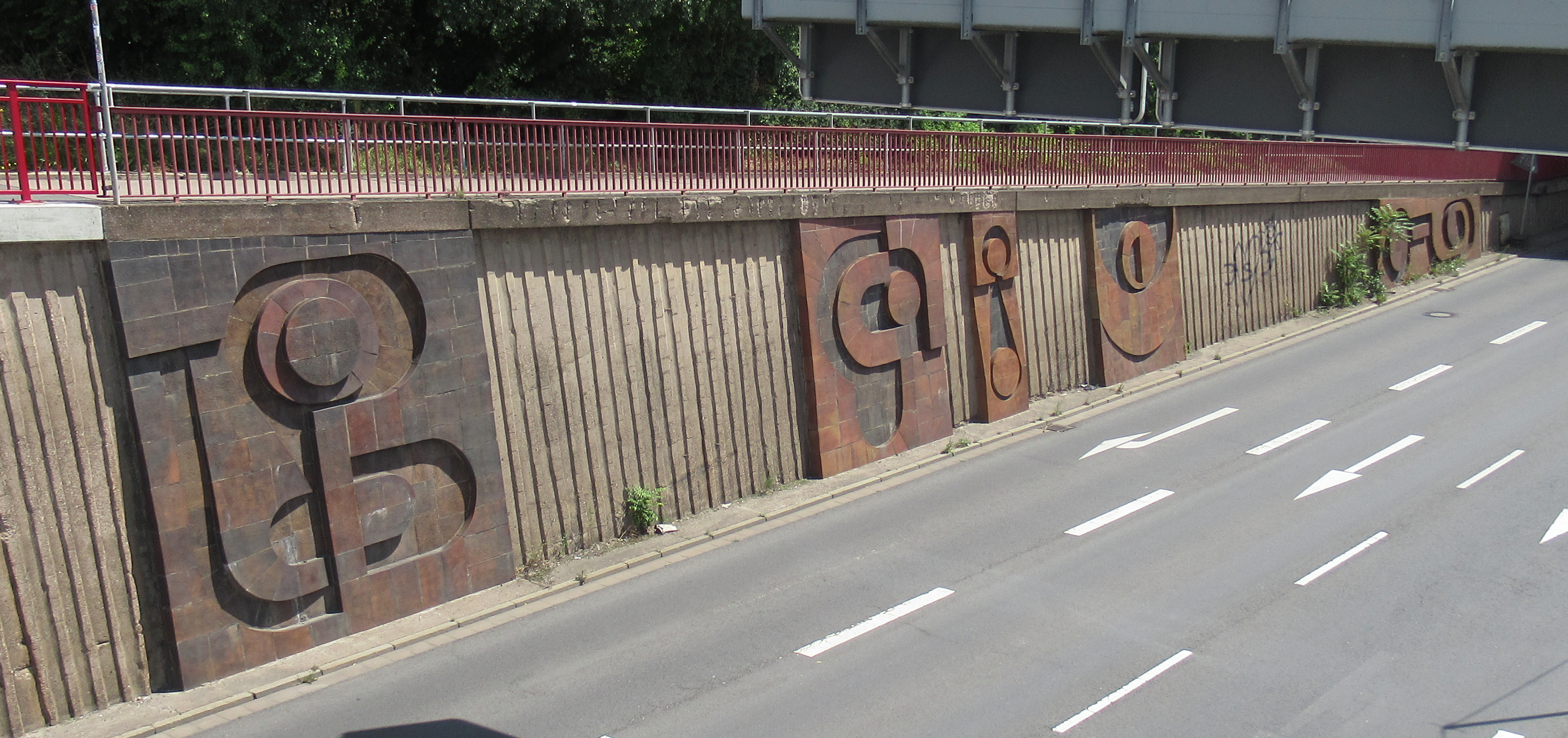
Keramik-Wandreliefs an Ostseite Schmidtstedter Brücke (Erfurt)

Helmut Steindorf (* 21. August 1935 in Erfurt; † 22. November 2021 in Weimar) war ein deutscher Keramiker, Maler und architekturbezogener bildender Künstler, der vor allem in Thüringen unterschiedliche öffentliche Bauwerke künstlerisch gestaltete.

## Leben und Wirken
Steindorf wurde 1935 in Erfurt geboren. Von 1953 bis 1955 studierte er an der Fachschule für angewandte Kunst Erfurt, anschließend bis 1957 an der Fachschule für angewandte Kunst Heiligendamm, Fachbereich Keramik, Gebrauchskeramik und Baukeramik. Von 1957 bis 1962 folgte ein Studium an der Hochschule für bildende und angewandte Kunst in Berlin. Von 1962 bis 1965 war er Mitglied der Arbeitsgemeinschaft Bildender Künstler Berlin, ab 1965 im Verband Bildender Künstler der DDR und seit 1990 im Verband bildender Künstler Thüringen e. V.
Seit 1965 lebte und arbeitete Steindorf als freischaffender Künstler in Weimar, wo er mit seiner Ehefrau, der Keramikerin Margot Steindorf (1943–2017), ein eigenes Atelier hatte. Zu seinen Arbeiten vornehmlich in den 1960er und 1970er Jahren zählen insbesondere im öffentlichen Raum von Weimar und Erfurt Wandbilder, zum Beispiel an Schulen und Kindergärten, Brunnen oder auch ein monumentales Keramikrelief an der Schmidtstedter Brücke. Er beteiligte sich unter anderem mit zwei Objekten an der 8. Kunstausstellung der DDR in Dresden und war regelmäßiger Teilnehmer am Internationalen Keramiksymposium in Römhild. Arbeiten von ihm befinden sich in Museen und Sammlungen (Sammlung Keramik International auf Schloss Glücksburg Römhild, Keramikmuseum Westerwald in Höhr-Grenzhausen).

## Werke (Auswahl)
- 1965/66 Bildkünsterische Gestaltung der Kindertagesstätte Kirschbachtal in Weimar[2][3]
- 1966/67 Wandgestaltung am Kindergarten-/Kinderkrippengebäude Paulinzeller Weg in Erfurt[4]
- 1970 Blütenbrunnen in Weimar zusammen mit Eberhard Heiland (wurde nach zehn Jahren aus Platzgründen und infolge Materialproblemen wieder entfernt)[5]
- um 1970 Wandbild an der Grundschule in Tagewerben (wurde bei Sanierungsarbeiten von einer Dämmschicht überdeckt)[6]
- um 1970 Wandbild an der Gemeinschaftsschule in Herbsleben[7][8]
- 1971 Wandkeramik an der Gustav-Adolf-Schule in Lützen[9]
- 1975/76 Keramische Wandreliefs an der Schmidtstedter Brücke in Erfurt[10]
- 1975/76 Ziegelsteinrelief an der Volksschwimmhalle in Sömmerda
- 1979 Brunnen vor dem Feierabend- und Pflegeheim in der Riethstraße in Erfurt

## Ausstellungen (Auswahl)
Einzelausstellungen
- 1990 Malerei, Grafik, Plastik, Saale-Galerie Saalfeld
- 1992 Bauvision, Thüringer Baustoffhandel Kranichfeld
- 1992 Objekt, Museumsgalerie Gotha

Ausstellungsbeteiligungen
- 1977/78 8. Kunstausstellung der DDR, Dresden[11]
- 1980 Margot Steindorf, Gerhard Kettner, Helmut Steindorf, Galerie im Cranachhaus Weimar
- 1981 Hannelore Reichenbach, Margot und Helmut Steindorf, Galerie im Steinweg Suhl[12]
- 1990 Funktion und Freiheit, Stadtgalerie Kiel
- 1991 Johann-Michael-Maucher-Wettbewerb, Museum Schwäbisch-Gmünd
- 1991 Objekte, Stadtmuseum Kortemark (Belgien)
- 1991 Bildende Kunstkeramik, cultuurcentrum Hasselt (Belgien)
- 1992 Skulpturen-Objekte, Museum Schloss Wilhelmsburg Schmalkalden
- 1993 Kunstlandschaften, Galerie am Fischmarkt Erfurt